# Carrapatas
Carrapatas is een plaats (freguesia) in de Portugese gemeente Macedo de Cavaleiros en telt 225 inwoners (2001).